# Pecten subarcuatus
Espèce
Pecten subarcuatus est une espèce éteinte de mollusques bivalves de la famille des Pectinidae.

## Description
Elle est connue dans les faluns de l'Ouest de la France. L'espèce présente une valve bombée (droite) et une valve plate (gauche). L'ornementation est constituée de stries radiales. Il n'y a qu'un muscle adducteur (monomyaire).
Charles Armand Picquenard indique pour le décrire en 1922, qu'il présente sur chaque valve une vingtaine de côtes très marquées produisant un aspect tuyauté ; ces côtes sont plus étroites que les intervalles finement striés en travers qui les séparent. Elles ne portent pas d'ornementation, sauf de fines stries transversales chez les individus âgés. La valve droite est modérément bombée, à crochet peu prononcé. Cette espèce ne dépasse généralement pas 6, 7 centimètres sur 6 1/2 f1 7 1/2. Généralement on en rencontre surtout des échantillons beaucoup plus petits, tels ceux de Saint-Grégoire et de Tréfumel. 
Gustave-Frédéric Dollfus, Philippe Dautzenberg, dans La Conchyliologie du miocène moyen du bassin de la Loire le cite à : Tréfumel, Saint-Juvat, Le Quiou ; il est indiqué par Charles Armand Picquenard comme abondant à Saint-Grégoire. 
De Saint-Grégoire, Maurice Cossmann a décrit dans sa Monographie illustrée des mollusques oligocéniques des environs de Rennes, pp. 138 à 141 le Pecten sylvestreisacyi et le Chlamys gregoriensis qui font partie du Miocène. Pour Charles Armand Picquenard, il s'agit de deux formes du Pecten subarcuatus.

## Sources
- Depéret (C.) & Roman (F.), 1902, Monographie des Pectinidés néogènes de l'Europe et des régions voisines. 1ère partie : genre Pecten. Mémoires de la Société Géologique de France, t. 10, mém. 26, p. 1-73
- Gustave-Frédéric Dollfus, Philippe Dautzenberg, Conchyliologie du Miocène moyen du bassin de la Loire. Au siège de la Société géologique de France. Paris. 1902-1913
- Maurice Cossmann, Monographie illustré des mollusques oligocèniques des environs de Rennes. Journal de Conchyliologie, t. 64, vol. 3, p. 133-199, 1919
- Charles Armand Picquenard, Les Pectidinidés du Miocène moyen de Bretagne. Bulletin de la Société géologique et minéralogique de Bretagne, 1922, p. 39.
- Valentin Prugneaux, Etude du site de la Hazardière, Le Quiou, Côtes d'Armor, France, 2014. Bulletin de la Société géologique et minéralogique de Bretagne. Société géologique et minéralogique de Bretagne.